# The Bandaloop
The Bandaloop ist eine österreichische Band. 2013 nahmen sie an Österreich rockt den Song Contest, der nationalen Vorentscheidung zum Eurovision Song Contest, teil.

## Geschichte
Die Band wurde 2010 gegründet. Zu ihr gehören Barca Baxant (Gesang) und Justin Case, außerdem Mike Blitz am Schlagzeug. Die Musik von The Bandaloop ist dem Elektropop zuzuordnen, außerdem gehören Tanz- und Performances zu ihrem Repertoire. 2012 traten sie beim Wiener Festival ImPulsTanz auf. 2013 wurden sie neben vier Solokünstlern als einzige Band für „Österreich rockt den Song Contest“ ausgewählt. Sie trugen ein Cover des ABBA-Lieds Waterloo und den eigenen Song Back To Fantasy vor, kamen jedoch nur auf den letzten Platz des Vorentscheids.

## Diskografie
Alben
- 2015: Bonfire (monkey Music)

Singles
- 2012: TBL EP (monkey Music/Rough Trade Records)
- 2013: Back to Fantasy (monkey Music)
- 2013: Love Pulls (monkey Music)